# José León Delestal
José León Delestal (Ciaño, Langreo, 1921- Madrid, 29 de noviembre de 1989) fue un escritor, periodista, dramaturgo y poeta español.

## Biografía
Nace en Ciaño y en 1955 comienza a trabajar en Radio Juventud de Langreo. De Langreo se traslada a Oviedo a trabajar en Radio Oviedo. 
En 1969 José León Delestal fundó la asociación Amigos del Bable, que fue un primer intento de recuperación de la lengua, y que se centró sobre todo en la edición de discos en asturiano, organizando en noviembre de 1973 la Asamblea Regional del Bable, presidida por Emilio Alarcos Llorach.
Fue el coordinador del Festival de la Canción de Benidorm, como jefe de programas y jefe de informativos de Radiocadena Española (REM-CAR-CES) en los años '70 y '80, y dirigió el informativo Radiocadena Actualidad de 1977 a 1980.
En su larga trayectoria profesional en el mundo de la radio consiguió varios premios entre los que destacan cinco premios Ondas y a título póstumo la medalla de oro del concejo de Langreo.

## Obras
- Oro negro. (1940)
- La moza, la canción y la tierrina. (1943)
- ¡Viva la xente minera!. (1947)
- Tres veces Eleazar, premio Gran Angular de 1983.

Escribió también canciones como:
- La mina y el mar.
- Si yo fuera picador.
- Madre Asturias.
- Himno del Centro Asturiano de Madrid.
- Canto a la Manzana de Oro.
- Misa en bable.
- Himno oficial de Langreo
- Himno a la Virgen del Carbayu, patrona de Langreo